# Bathypolypus pugniger
Bathypolypus pugniger is een inktvissensoort uit de familie van de Bathypolypodidae. De wetenschappelijke naam van de soort werd voor het eerst geldig gepubliceerd in 2002 door Muus.